# Chermeš
Chermeš (hebrejsky חֶרְמֵשׁ, doslova „Kosa“, v oficiálním přepisu do angličtiny Hermesh) je izraelská osada a vesnice typu společná osada (jišuv kehilati) na Západním břehu Jordánu v distriktu Judea a Samaří a v Oblastní radě Šomron.

## Geografie
Nachází se v nadmořské výšce 290 metrů na severozápadním okraji hornatiny Samařska, cca 10 kilometrů jihozápadně od města Umm al-Fachm, cca 72 kilometrů severozápadně od historického jádra Jeruzalému a cca 50 kilometrů severovýchodně od centra Tel Avivu. Jižně od obce protéká Nachal Chadera.
Na dopravní síť Západního břehu Jordánu je napojena pomocí lokální silnice číslo 585 (východozápadní spojení včetně směru do Izraelské pobřežní planiny), z níž vybíhá k severu lokální silnice číslo 596. Ta směřuje do bloku izraelských osad Šaked v severozápadním cípu Západního břehu Jordánu. Chermeš je izolovanou izraelskou osadou, která sice leží jen necelých 5 kilometrů za Zelenou linií oddělující Izrael v mezinárodně uznávaných hranicích a okupovaná území, ale zejména na severovýchodní a jihozápadní straně je obklopena pásem palestinských sídel. Nejbližší židovskou vesnicí je Mevo Dotan cca 5 kilometrů východním směrem.

## Dějiny
Vesnice Chermeš byla založena v roce 1982. 14. února 1982 rozhodla izraelská vláda, že v této lokalitě bude zřízena osada nazývaná pracovně Nachal Chermeš. Mělo jít o osadu typu nachal, tedy kombinované vojenské a civilní sídlo. 20. března 1983 pak izraelská vláda stanovila, že tato osada bude převedena na ryze civilní, což se pak skutečně stalo po rozhodnutí vlády z 22. července 1984, ve kterém se hovoří o konkrétních parametrech nově zakládané vesnice. Měla mít výhledovou kapacitu 300 rodin. V 1. fázi se předpokládalo usazení 60 rodin. Pozdější územní plán pak umožňoval v 1. fázi zbudování 87 bytových jednotek (takřka zcela realizováno) a v 2. fázi dalších 15 bytů (zatím takřka nerealizováno). Za zřízením nové osady stála skupina aktivistů okolo hnutí Cherut a Betar.
Počátkem 21. století nebyla obec Chermeš s okolím zahrnuta do Izraelské bezpečnostní bariéry. Ta byla zbudována mnohem blíže k Zelené linii. Budoucí existence vesnice Chermeš závisí na parametrech případné mírové smlouvy mezi Izraelem a Palestinci. Během druhé intifády se obec stala terčem palestinských teroristů, když 29. října 2002 do ní pronikl člen Brigád mučedníků od Al-Aksá a zastřelil tři místní obyvatele.

## Demografie
Obyvatelstvo Chermeš je v databázi rady Ješa popisováno jako sekulární. Podle údajů z roku 2014 tvořili naprostou většinu obyvatel Židé (včetně statistické kategorie "ostatní", která zahrnuje nearabské obyvatele židovského původu ale bez formální příslušnosti k židovskému náboženství).
Jde o menší obec vesnického typu. Počet obyvatel vykazoval od počátku 21. století klesající tendenci. Populace se stabilizovala po roce 2010. K 31. prosinci 2014 zde žilo 203 lidí. Během roku 2014 registrovaná populace stoupla o 6,3 %.
| Rok            | 1993 | 1994 | 1995 | 1996 | 1997 | 1998 | 1999 | 2000 | 2001 | 2002 | 2003 | 2004 | 2005 | 2006 | 2007 | 2008 | 2009 | 2010 | 2011 | 2012 | 2013 | 2014 |
| -------------- | ---- | ---- | ---- | ---- | ---- | ---- | ---- | ---- | ---- | ---- | ---- | ---- | ---- | ---- | ---- | ---- | ---- | ---- | ---- | ---- | ---- | ---- |
| Počet obyvatel | 124  | 142  | 179  | 224  | 248  | 259  | 272  | 279  | 256  | 246  | 229  | 229  | 212  | 202  | 201  | 210  | 177  | 184  | 180  | 189  | 191  | 203  |